# De dorpsgek van Schoonvergeten
De dorpsgek van Schoonvergeten (Frans: Silence) is een strip van de Belgische tekenaar Didier Comès. Oorspronkelijk verscheen het verhaal in 1980 bij uitgeverij Casterman in één deel in zwart-wit. Een jaar later won het de prijs voor beste album op het internationaal stripfestival van Angoulême. Een Nederlandse vertaling kwam uit in 1983. In 2001 volgde een ingekleurde heruitgave in twee delen, De inwijding en De wraak.

## Verhaal
Schoonvergeten (in het Frans Beausonge) is een dorpje in de Ardennen waar de stomme boerenknecht Stilte woont. Hij is een naïeve, kinderlijke ziel, die niet beseft dat zijn baas, de wrede boer Abel Mauvy, hem mishandelt en uitbuit. Abel vertrouwt zijn knecht niet helemaal en vermoedt dat hij het boze oog heeft. Hij vraagt de dorpstovenaar, bijgenaamd de Vlieg, om raad. Wanneer Stilte op een nacht een verlaten schuur betreedt, ontmoet hij een heks die een bijzondere haat koestert tegen de dorpsbewoners, als gevolg van een oude vete. De heks betrekt Stilte mee in haar complot om wraak te nemen op de bewoners van Schoonvergeten, en in het bijzonder Abel Mauvy.